# Adolphe Phalipon
Adolphe Phalipon, né le 4 février 1800 à La Ferté-Gaucher et mort le 22 août 1867 à Paris, est un peintre français.

## Biographie

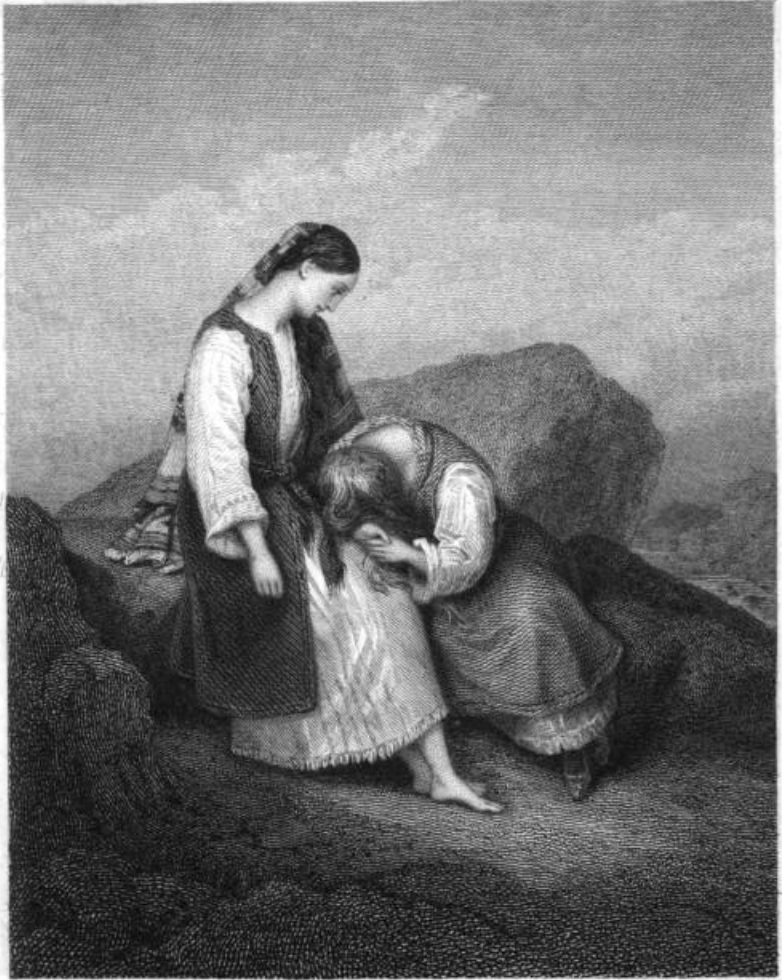

Adolphe Philéas Phalipon est le fils de Louis Nicolas Phalipon et d'Élizabeth Boyer.
En 1820, il épouse Charlotte Clarisse Constans (1797-1821), puis en secondes noces l'artiste Marie Louise Antoinette Vincent. Leur fils Henri Adolphe Phalipon deviendra peintre également.
En 1825, il réalise le portrait du marquis de Lafayette.
Il meurt à l'âge de 67 ans.